# Francisco Acuyo
Francisco Acuyo (Granada, 17 de marzo de 1960) es poeta, escritor, editor, ensayista e investigador español.

## Biografía
Cursó estudios de Derecho y de Teoría de la Literatura y Literatura Comparada – Doctor en esta última disciplina-. Compagina sus actividades literarias con cursos y actividades de Astronomía y Astrofísica. Fue director de la Revista Literaria Extramuros y dirige la Revista Jizo de Humanidades. Fue director de la revista Artecittá Synesthesia Journal, junto a la profesora Dina Riccó, de la Universidad Politécnica de Milán. Asesor de la revista Papeles Mojados de Río Seco. Director de las colecciones Jizo de Literatura para niños, de Literatura y Artes Plásticas y de Literatura Contemporánea, también del sello Editorial Jizo, director  junto a José Antonio Rodríguez de la Revista Entorno Literario. Ha sido colaborador del Grupo de Investigación Interlingüística de la Facultad de Traducción e Interpretación de la Universidad de Granada. Miembro investigador de la Fundación Internacional Artecitta. Miembro de la Asociación andaluza de Semiótica y del Grupo de estudios semióticos de la Universidad de Granada (en actual configuración). Miembro del grupo de investigación de la Universidad de Granada HUM1014: Sinestesia y creatividad, investigación interdisciplinar aplicada.  Traducido al inglés, francés, polaco, ruso, portugués, árabe e italiano. Poeta que, en virtud de su manejo y entendimiento singular del tiempo, nos deja un sabor (en sus conceptos) con el que paladeamos muy al gusto de nuestra época la sensación insana del fluir temporal, la cual invita a una reflexión, por otra parte, no sujeta a ningún tiempo; como paradoja de eternidad hecha tiempo, elementos todos que infunden un ámbito de reflexión para la indagación estética en el misterio del ser, que le sitúa en las periferias del texto creativo, colindando con otras áreas del pensamiento y del saber. Autor, en fin, de un mundo poético extremadamente singular y profundo, ofrece una producción lírica que puede considerarse como una de las más originales y exuberantes del panorama literario y poético español. Si bien se manifiesta en su ejercicio poético fuera de cualquier corriente literaria, asume la mejor tradición poética (española y extranjera, moderna y clásica), se apropia de la sintaxis, la imaginería y el léxico gongorinos de modo sistemático, constante, que no contradice, claro, la presencia de ciertas libertades expresivas donde se manifiesta el poeta moderno, para verter poemas de un extraordinario rigor compositivo y de una inusitada versatilidad formal, y riguroso también a la hora de modelar en unidad la palabra y el concepto, y todo en pos de ofrecer un mundo poético y armónico singulares, alejado de las modas, que manifiesta su íntimo y vital compromiso con el impulso creativo que alienta el espíritu de la verdadera poesía y el arte del mejor y más penetrante quehacer poético.

## Publicaciones

### Libros de poesía
- La Transfiguración de la Lira, 1ª entrega de la colección Trames de Poesía, n.º 2, (dirigida por Carlos Villarreal), edita librería Al-Andalus, Granada, 1984, pp. 32, Depósito legal: GR-151-1984.
- No la flor para la guerra, Pliegos de vez en cuando, tercer suplemento, viñeta de Miguel Rodríguez Acosta, edición al cuidado de Antonio Carvajal, 1ª edición, Granada, 1987, pp. 77, ISBN 84-398-9188-1.
- Ancile, Aguaclara, colección Anaquel de Poesía, n.º 15, ilustraciones y portada Salvador Fajardo Contreras, Alicante, 1991, pp. 64, ISBN 84-86234-64-6.
- Cuadernos del ángelus, Diputación Provincial de Granada, Colección Genil de Literatura, n.º 5, Granada, 1992, pp- 80, ISBN 84-7807-062-1.
- Vegetal contra mosaico, Diputación Provincial de Valladolid, Centro de Creación y Estudios Literarios, Fundación Jorge Guillén, Valladolid, 1994, pp. 56, ISBN 84-7852-084-8.
- No la flor para la guerra, Extramuros, 2ª edición con un prólogo y cuatro inéditos (prólogo de Antonio Carvajal), edición numerada, n.º 1, Granada 1997, pp. 110. ISBN 84-922413-1-4.
- Los Principios del Tigre, V Certamen Internacional de Poesía Gabriel Celaya, prólogo Rosa Navarro Durán, Torredonjimeno, Jaén, 1997, pp. 76, Depósito legal: J-530-1997.
- Mal de lujo, ediciones Caroal, colección Isis de Poesía, n.º 1, portada de Salvador Fajardo Contreras, Madrid, 1998, pp.128, ISBN 84-605-8260-4.
- Pan y leche para niños, Ediciones Método. Jizo de Literatura para niños, n.º 1, ilustraciones de M.ª Jesús López Alonso y Salvador Fajardo, Granada, 2000, pp. 94, ISBN 84-7933-150-X.
- El Hemisferio Infinito: editorial Point de Lunettes, Colección Cría Cuervos, n.º 4, prólogo de Rosa Navarro Durán, Sevilla, 2003, pp. 88, ISBN 84-932487-5-4.
- Centinelas del sueño, prólogo de Manuel Mantero, ediciones de Aquí, Benalmádena, Málaga, 2008, pp.57, ISBN 978-84-936477-0-4.
- Pan y leche para niños, nueva edición aumentada, breve apunte sobre el autor y su obra, Antonio Carvajal, El Torno Gráfico Ediciones, Granada, 2010, pp. 72, ISBN 978-84-938385-0-8.
- Los principios del tigre, 2ª edición aumentada, Editorial Polibea, colección Los Conjurados,n.º 23, Madrid, 2012, pp. 84, ISBN 978-84-86701-42-0.
- Haikus de la Alhambra, Jizo ediciones, colección El círculo del límite, con fotografías de Francisco Fernández, Granada, 2013, pp. 128, ISBN 978-84-938920-2-9.
- Haikus de la Alhambra,  2ª edición aumentada, Entorno Gráfico Ediciones, con fotografías de Francisco Fernández, Granada, 2014, pp. 136, ISBN 978-84-941986-3-2.
- Pan y leche para niños',  3ª edición aumentada, Entorno Gráfico Ediciones, colección El torno Gráfico, Granada, 2016, pp. 83, ISBN 978-84-16319-18-3.
- De vidrio y cascabeles',  (versión en cinco idiomas: francés, inglés, polaco, ruso y árabe), tres poemas del libro Pan y leche para niños', incluye tecnología NFC con las versiones de los poemas musicados por Amparo Fabra, y las versiones en los seis idiomas del poema "El hada de mi niño"; contiene también la versión flamenca de Alfredo Arrebola, de su disco "La mano del tiempo", Entorno Gráfico Ediciones, Granada, 2017, pp. 34, ISBN 978-84-16319-45-9. "
- Mal de lujo',  2ª edición aumentada, Entorno Gráfico Ediciones, colección El torno Gráfico, nº 24, Granada, 2018, pp. 69, ISBN 978-84-16319-60-2.
- El haiku sobre el agua', (Le haïku sur l'eau) , 'Éditions du Petit Véhicule, Colección La Galerie de l'Or du Temps, nº213, con fotografías de Luc Vidal, Traducción al francés Joëlle Guatelli Tedeschi, Nantes (Francia), 2021, ISBN 978-2-37145-720-1
- La ciudad constelada', Entorno Gráfico Ediciones , 'colección Imago Veritas, nº 2, con fotografías de Alejandro Martínez, Granada, 2022, pp. 54, ISBN 978-84-18691-13-3.
- Las suites del último ilusionista', Alhulia , 'colección Syl-laba, Cuadernos de poesía nº 12,Salobreña, Granada, 2023, pp. 134, ISBN 978-84-127074-8-9.

### Antologías y traducciones de sus versos a otros idiomas
- Bilingual Anthology: Traducción al inglés: José Luis Vázquez Marruecos y Esther Vázquez y del Árbol. Prólogo de Rosa Navarro Durán. Edición de José Fernández Dougnac. Colección entrelenguas. n.º 7, Método Ediciones y el Grupo de investigación interlingüística de la Facultad de Traducción e interpretación de la Universidad de Granada, Granada, 2002, pp. 160, ISBN 84-7933-198-4.
- Anthologie Bilingue: Traducción al francés: Jöelle Guatelli Tedeschi: Prólogo de Rosa Navarro Durán. Edición de José Fernández Dougnac. Colección entrelenguas, Jizo Ediciones y el Grupo de investigación interlingüística de la Facultad de Traducción e interpretación de la Universidad de Granada,, n.º 10, Granada, 2003, pp. 203, ISBN 84-932016-2-6.
- Ilez dlugich sierpni: Antologia poetów Grenady, Instytut filologii Romanskiejej Uj, Kraków, 2010, ISBN 978-837638-018-6.
- Francisco Acuyo en portugués (Francisco Acuyo in Portuguese. Four poems for an antohology). Cuatro poemas para una antología: Hykma, Revista de traducción, n.º 9, Universidad de Córdoba, 2010, ISSN 1579-9794.
- De vidrio y cascabeles',  (versión en cinco idiomas: francés, inglés, polaco, ruso y árabe), tres poemas del libro Pan y leche para niños', incluye tecnología NFC con las versiones de los poemas musicados por Amparo Fabra, y las versiones en los seis idiomas del poema "El hada de mi niño"; contiene también la versión flamenca de Alfredo Arrebola, de su disco "La mano del tiempo", Entorno Gráfico Ediciones, Granada, 2017, pp. 34, ISBN 978-84-16319-45-9. "

### Antologías de sus versos
- De la métrica celeste, (1984-2003). Prólogo de Rosa Navarro Durán. Selección y notas de José Ignacio Fernández Dougnac. Edt. Alhulia. Colección Palabras Mayores (Poesía), nº34, Salobreña, (Granada) 2007, pp. 200, ISBN 978-84-96641-60-0.
- Y entre tus labios duerma, (1984-2017). Prólogo y selección de Dionisio Pérez Venegas. Entorno Gráfico Ediciones. Colección El torno gráfico, n.º 17, Atarfe, (Granada) 2017, pp. 184, ISBN 978-84-16319-44-2.

### Cuadernos de poesía
- Diez Décimas Decimales, Jizo ediciones, colección Jizo de Literatura y Artes Plásticas, n.º 1, (con un CD multimedia con poemas y obra gráfica), edición bilingüe español-inglés, con grabados de Mª José de Córdoba, para la World Fine Art Gallery de Nueva York, Nueva York, 2000, pp. 50, ISBN 84-7933-166-6.
- El arte del tiempo, Jizo ediciones, colección Jizo de Literatura y Artes Plásticas, n.º 2, (con un CD multimedia con poemas y obra gráfica), edición bilingüe español-inglés, con reproducciones de óleos de Emilio Peregrina, para la exposición la Casa de la Cultura de la ciudad de Albolote (Granada), Granada, 2000, pp. 50, ISBN 84-7933-175-5.
- Ángel contrario al imposible, Jizo ediciones, colección Jizo de Literatura y Artes Plásticas, n.º 3, (con un CD multimedia con poemas y obra gráfica), edición bilingüe español-francés, con reproducciones de obra gráfica y objetos artísticos de Javier Seco Goñi, para la exposición en el Colegio de España en París, París, 2001, pp. 50, ISBN 84-7933-185-2
- De la línea y su espejismo, Jizo ediciones, colección Jizo de Literatura y Artes Plásticas, n.º 4, (con un CD multimedia con poemas y obra gráfica), con reproducciones de pinturas de Salvador Fajardo, para la exposición en la Casa Cultura de Albolote, Albolote, Granada 2001, pp. 34, ISBN 84-7933-184-3.
- En Campos de Zafiro, Jizo ediciones, colección Jizo de Literatura y Artes Plásticas, n.º 5, (con un CD multimedia con poemas y obra gráfica), con un poema introductorio de Antonio Carvajal y reproducciones de pinturas de Mª Teresa Martín Vivaldi, para la exposición en la Galería Euroarte de Lisboa, Lisboa, 2001, pp. 34, ISBN 84-7933-175-5.
- El Jardín de los Espíritus, Jizo ediciones, colección Jizo de Literatura y Artes Plásticas, n.º 6, (con un CD multimedia con poemas y obra gráfica), con reproducciones de pinturas de Mª Teresa Martín Vivaldi, para la exposición en la galería Daimler-Chrysler A.G., Niederlassung, Friburgo, 2001, pp. 34, ISBN 84-932016-0-X.
- Zeitgeist (o el espíritu del tiempo) Jizo ediciones, colección Jizo de Literatura y Artes Plásticas, n.º 7, (con un CD multimedia con poemas y obra gráfica), con reproducciones de pinturas de Emilio Peregrina, para la exposición en la galería del Ilustre Colegio de Farmacéuticos de Granada, 2008, pp. 24, ISBN 978-84-934876-8-3.
- Diez Décimas Decimales (2ª edición) Jizo ediciones, colección Jizo de Literatura y Artes Plásticas, n.º 8, (con un CD multimedia con poemas y obra gráfica), con reproducciones de pinturas de Mª José de Córdoba, con motivo del Tercer Congreso Internacional de Sinestesia, Ciencia y Arte celebrado en el Parque de las Ciencia de Granada, y de la concesión de la Medalla al Mérito Artístico a dicha autora; Granada, 2009, pp. 40, ISBN 978-84-936932-3-7.
- La ciudad constelada, plaquette, Jizo ediciones, La ciudad constelada, Jizo ediciones, Plaquette, con ilustraciones de la Uranometría, de Johann Bayer y un poema de Francisco Acuyo, Granada, 2014, pp 16, ISBN 978-84-938920-8-1

### Ensayo
- Los fundamentos de la proporción en lo diverso: sobre la simetría y la asimetría endecasilábica, tesis doctoral, Departamento de Lingüística y Teoría de la Literatura y Literatura Comparada, Universidad de Granada, Granada 2007, pp. 374, ISBN 978-84-338-4668-6.
- Fundamentos de la proporción en lo diverso: nueva edición corregida y adaptada, Jizo ediciones, de Ensayo, n.º 17, Granada, 2009, pp. 427, ISBN 978-84-936932-2-0.
- Fisiología de un espejismo: Fundación Internacional Artecitta, Granada, 2010, pp. 140, ISBN 978-84-613-7658-2.
- Elogio de la decepción (y otras aproximaciones a los fenómenos del dolor y la belleza): Jizo Ediciones, colección Origen y destino,  Granada, 2013, pp. 112, ISBN 978-84-9389203-6.
- Elogio de la decepción (y otras aproximaciones a los fenómenos del dolor y la belleza), 2ª edición, con prólogo de Tomás Moreno Fernández: Entorno Gráfico Ediciones, colección Exagium, Granada, 2021, pp, 114, ISBN 978-84-16319-97-8.
- Fisiología de un espejismo. Sinestesia: cincel del pensamiento, 2ª edición: Entorno Gráfico Ediciones, colección Exagium, ciencia, Granada, 2023, pp, 303, ISBN 978-84-18691-21-8.
- El mal, aroma de la nada. (El problema del mal en el mundo: Prólogo de José Enrique Martínez, Editorial Polibea, Colección La espada en el ágata, nº 50, Madrid 2025, pp 106 , ISBN 978-84-128627-9-9..

### Prosa
- Hermanos en la soledad. De la soledad o la muerte: Editorial Polibea, Colección, La espada en el ágata, Prólogo de Tomás Moreno Fernández, Madrid, 2018, pp. 80 págs, ISBN 978-84-948790-6-7.

### Versiones musicales de sus poemas
- De niños: versión de poemas del libro, Pan y leche para niños, por Amparo Fabra, en la Factory-NV Recording Studios, de Nueva York, en mayo de 2016; interpretando, a la voz, la soprano Angélica de la Riva, y al piano, Adam Kent.
- La mano del tiempo: versión de poemas del libro, Pan y leche para niños, por Alfredo Arrebola, en los estudios de Pepe Antolín, en Granada, en julio de 2017; interpretando, al cante, Alfredo Arrebola, y a la guitarra, Ángel Alonso.